# Jeff Dowtin
Jeffrey Dowtin Jr., né le 10 mai 1997 à Upper Marlboro dans le Maryland, est un joueur américain de basket-ball évoluant au poste de meneur voire d'arrière.

## Biographie
Le 18 octobre 2021, la veille du début de la saison, il signe un contrat two-way en faveur des Warriors de Golden State. Il est coupé le 2 janvier 2022. 
Début janvier 2022, il signe pour 10 jours en faveur des Bucks de Milwaukee.
Fin mars 2022, Dowtin signe pour 10 jours en faveur du Magic d'Orlando.
Durant l'été 2022, il signe un contrat two-way en faveur des Raptors de Toronto.
En mars 2024, Dowtin signe un contrat two-way avec les 76ers de Philadelphie. Début avril 2024, son contrat two-way est converti en un contrat standard, puis en juillet 2024, il signe un nouveau contrat two-way.

## Statistiques

### Université
Statistiques en NCAA de Jeff Dowtin
| Saison    | Équipe       | Matchs | Titul. | Min./m | % Tir | % 3pts | % LF | Rbds/m. | Pass/m. | Int/m. | Ctr/m. | Pts/m. |
| --------- | ------------ | ------ | ------ | ------ | ----- | ------ | ---- | ------- | ------- | ------ | ------ | ------ |
| 2016-2017 | Rhode Island | 32     | -      | 22.2   | 41.8  | 35.1   | 57.1 | 1.50    | 2.20    | 0.50   | 0,20   | 5.50   |
| 2017-2018 | Rhode Island | 34     | -      | 32.9   | 44.6  | 38.7   | 70.9 | 3.10    | 5.60    | 0.90   | 0,40   | 9.60   |
| 2018-2019 | Rhode Island | 33     | -      | 36.6   | 47.5  | 35.4   | 74.5 | 3.40    | 3.70    | 1.30   | 0,40   | 15.30  |
| 2019-2020 | Rhode Island | 29     | -      | 35.6   | 42.9  | 36.0   | 75.7 | 3.50    | 3.20    | 1.30   | 0,20   | 13.90  |
| Total     | Total        | 128    | -      | 31.8   | 44.7  | 36.1   | 71.5 | 2.90    | 3.70    | 1.00   | 0.30   | 11.0   |